# تشارلز بيليجريني
تشارلز بيليجريني (بالفرنسية: Charles Henri Pellegrini) هو مهندس ومهندس معماري ورسام فرنسي، ولد في 28 يوليو 1800 في شامبيري في فرنسا، وتوفي في 12 أكتوبر 1875 في بوينس آيرس في الأرجنتين.

## معرض صور

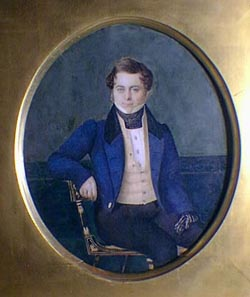
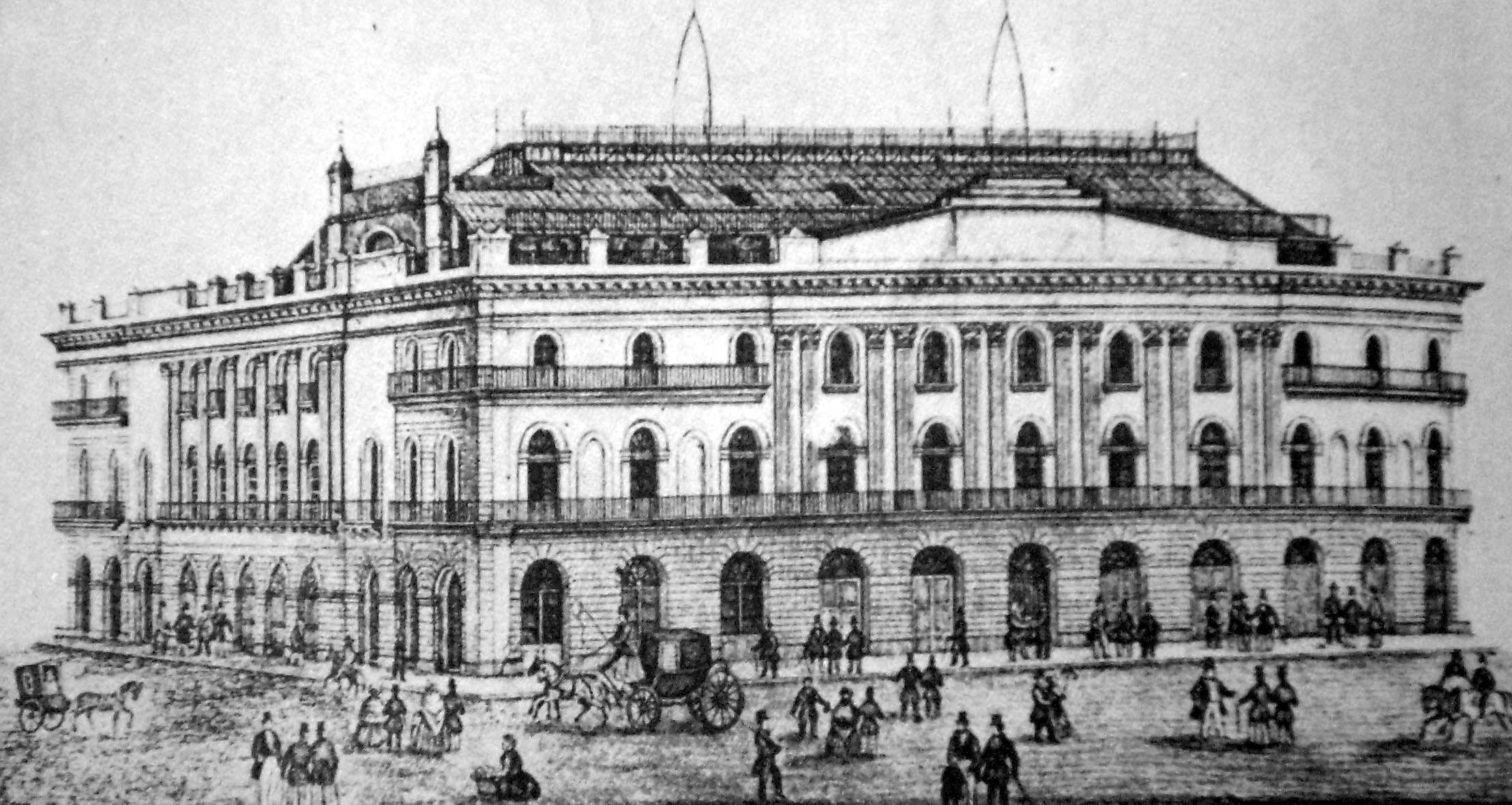
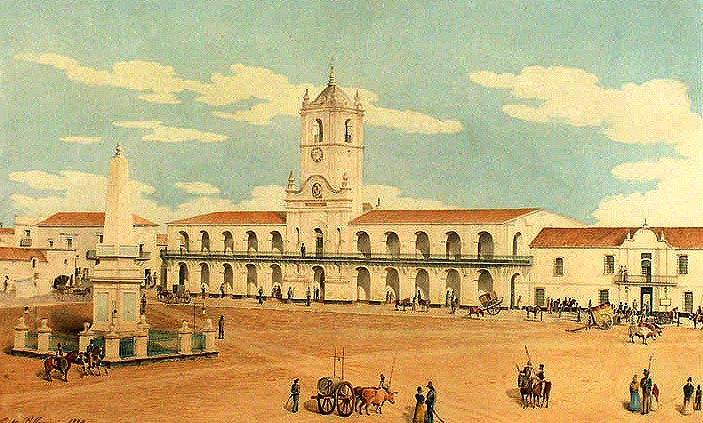
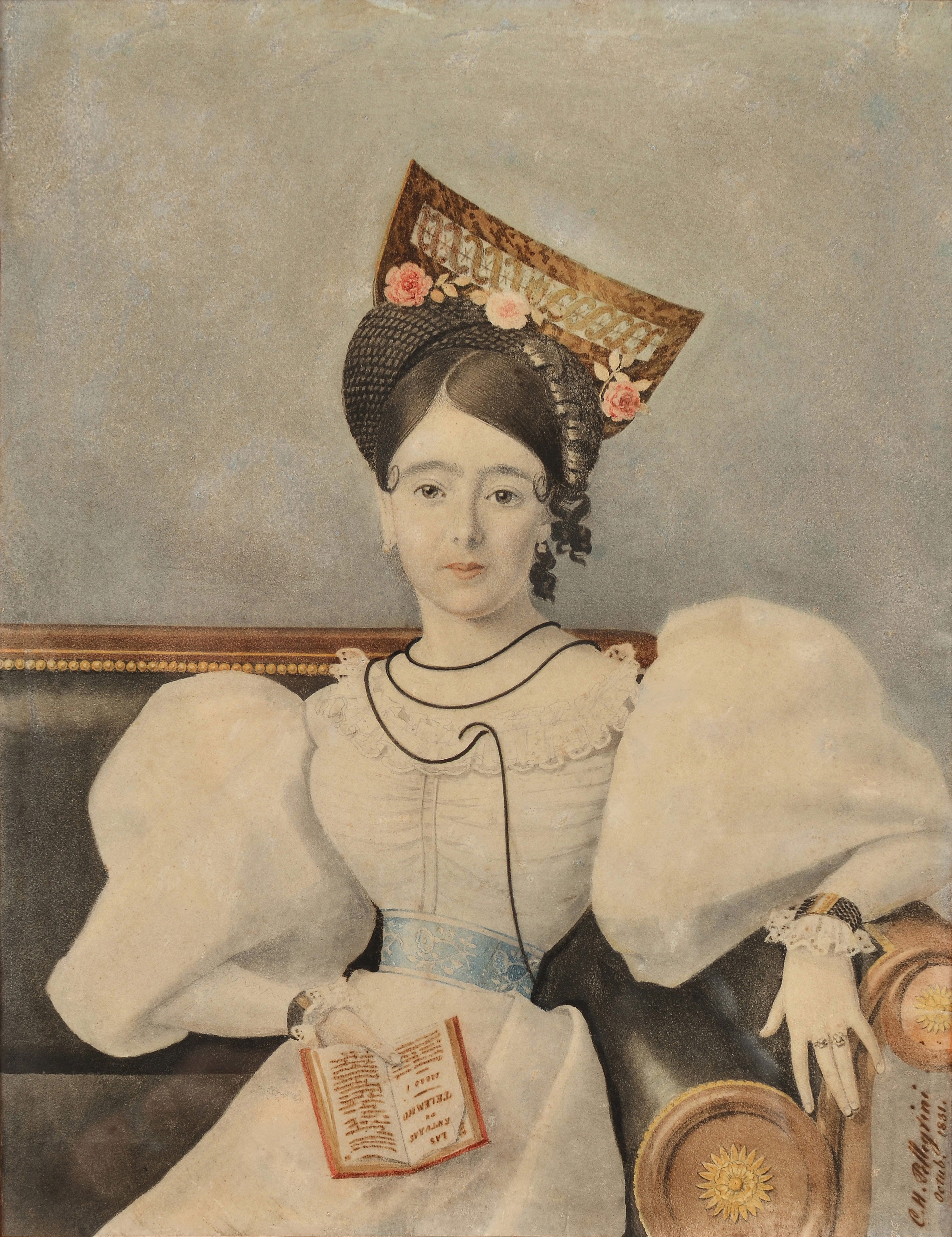
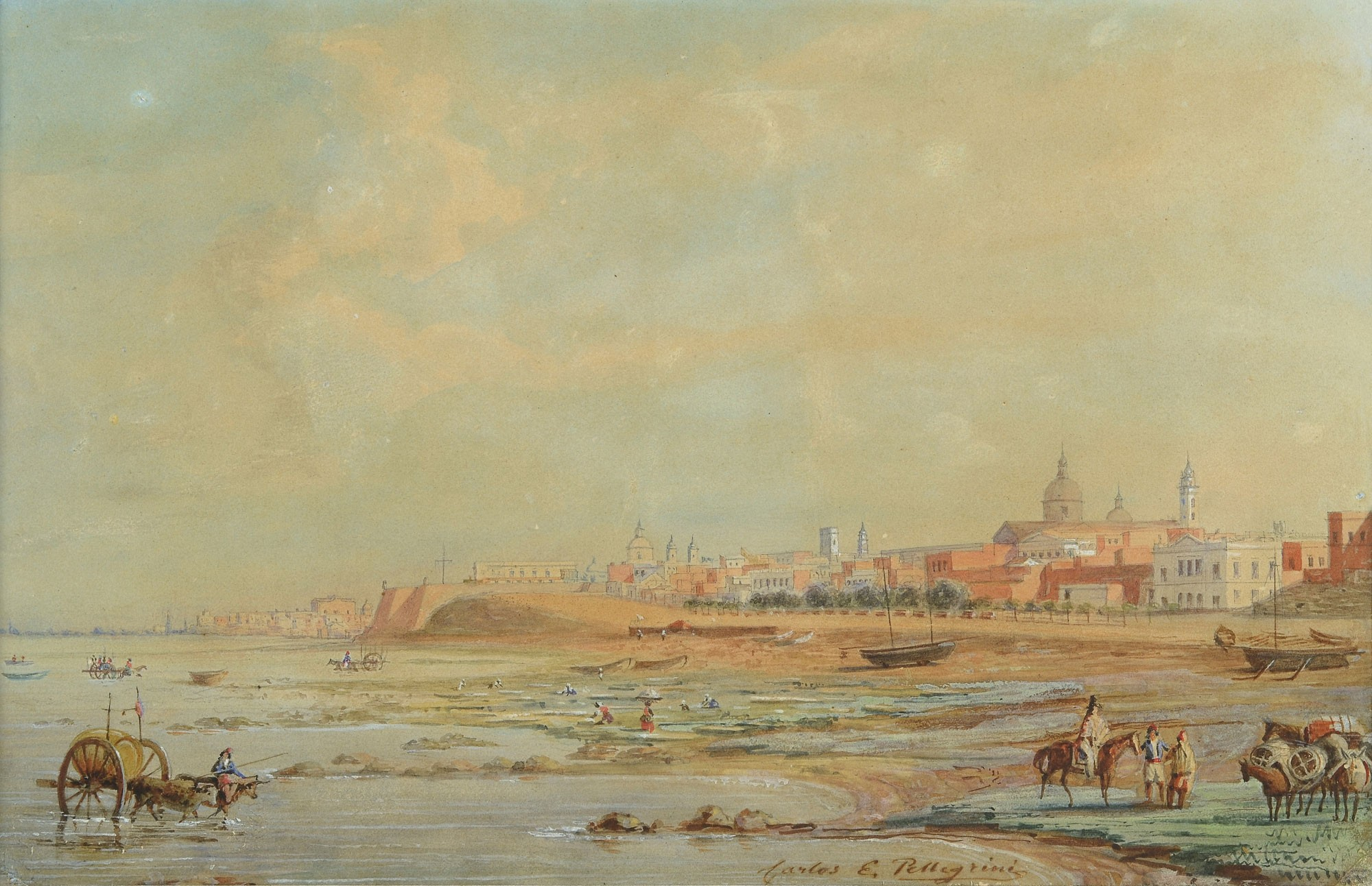
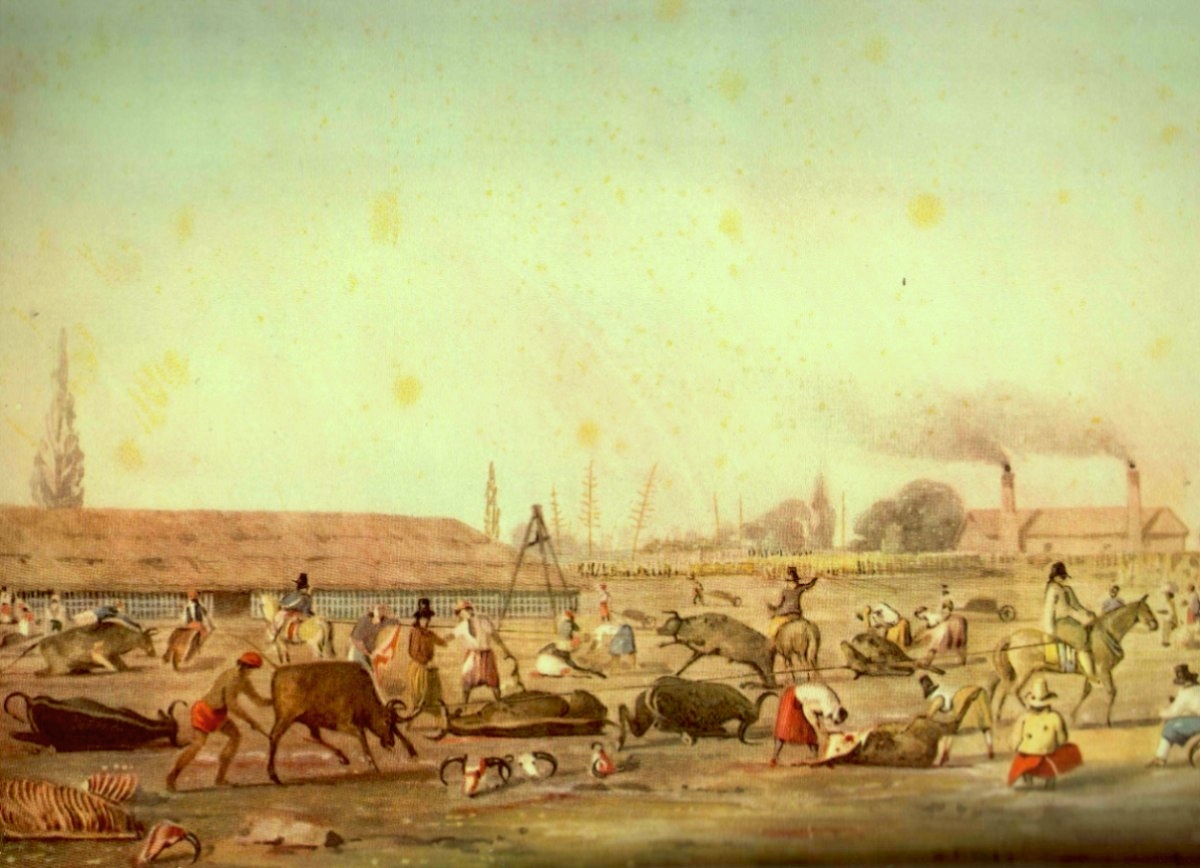